# 黑格尔法哲学批判
《黑格尔法哲学批判》（德語：Zur Kritik der Hegelschen Rechtsphilosophie）是马克思的一本早期著作，阐述了唯物史观，导言部分于1844年2月发表于《德法年鉴》。把批判的矛头直接指向当时的普鲁士社会。而著作中除导言以外的部分在1970年才得以出版。

## 背景
黑格尔于1820年出版了《法哲学原理》。
马克思的青年时代追随黑格尔的哲学思想，后来根据费尔巴哈的唯物主义观念来批判黑格尔的哲学思想。费尔巴哈从宗教问题出发，阐述了一个重要思想：人的本质就是人自身。宗教的产生是人性异化的后果。不是上帝创造了人，而是人创造了上帝。由此批判人的异化。

## 内容
马克思在费尔巴哈的基础上，深入探讨了异化的社会原因。在《“黑格尔法哲学批判”导言》中提出：“宗教的批判的根据是：人创造了宗教，而不是宗教创造人。就是说，宗教是还没有获得自身或已经再度丧失自身的人的自我意识和自我感觉。但是，人不是抽象地蛰居于世界之外的存在物。人就是人的世界，就是国家，社会。这个国家、这个社会产生了宗教，一种颠倒的世界意识，因为它们就是颠倒的世界。宗教是这个世界的总理论，是它的包罗万象的纲要，它的具有通俗形式的逻辑，它的唯灵论的荣誉问题，它的狂热，它的道德约束，它的庄严补充，它借以求得慰藉和辩护的总根据。宗教是人的本质在幻想中的实现，因为人的本质不具有真正的现实性。因此，反宗教的斗争间接地就是反对以宗教为精神抚慰的那个世界的斗争。”
马克思认为，宗教是苦难的现实世界的反映，宗教中的苦难就是现实世界中苦难的歪曲的反应。要批判宗教，最彻底的做法是彻底的推翻颠倒的社会关系，推翻异化人性的社会制度。颠倒的现实世界一旦被推翻，宗教幻想的天国也就随之瓦解了。
在这个基础上，马克思又对当时处在封建复辟状态的德意志各邦的政治，进行了猛烈的抨击。他提出，正如15世纪的宗教改革是在僧侣头脑中发端的一样，当前德意志的政治改革应该是在哲学家的头脑中发端的。哲学的主要任务是批判和揭露，以便唤醒德意志的政治革命，但“批判的武器代替不了武器的批判”，只有通过革命斗争而不是哲学上的辩论，才能促进德国政治的演进。在革命的力量上，马克思注意到了当时刚刚登上政治舞台的无产阶级的作用，提出德国解放的实际可能性在于“被彻底的锁链束缚着的阶级”——无产阶级。因为“它本身表現了人的完全丧失，并因而只有通过人的完全恢复才能恢复自己。这个社会解体的結果，作為一个特殊的等级来说，就是无产阶级。”